# Soho Square

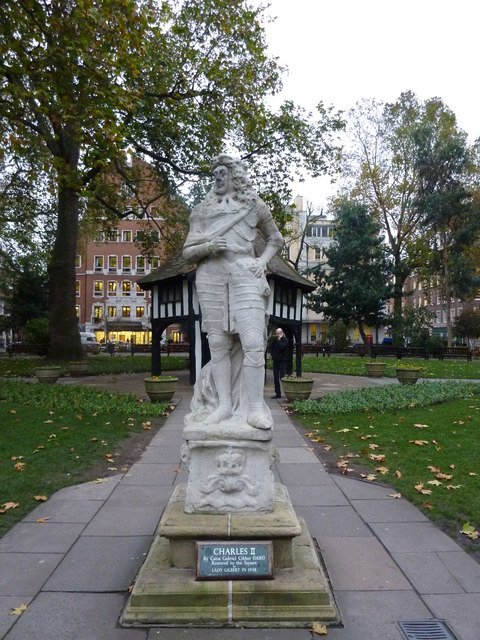
Pomnik Karola II

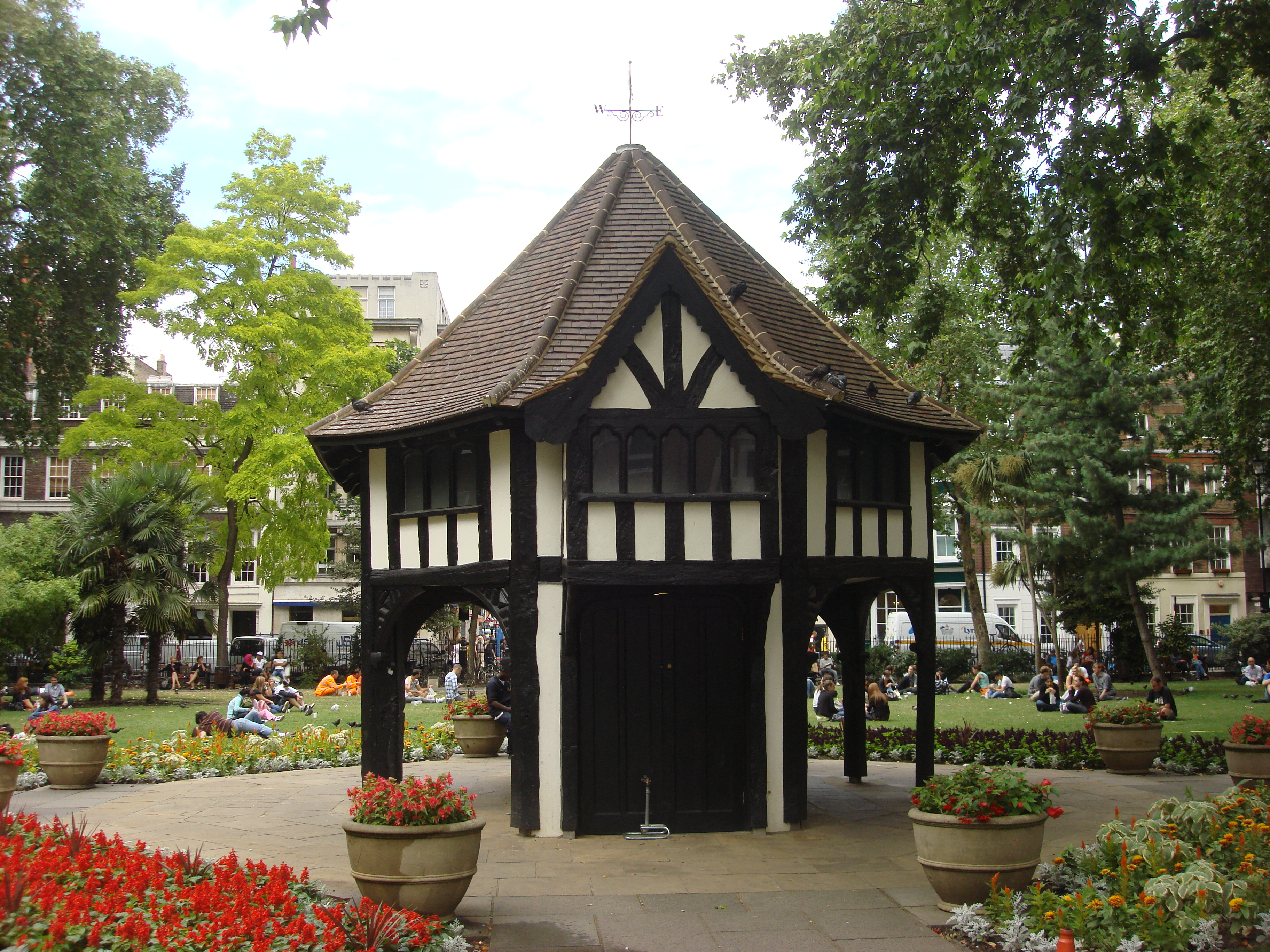
Chatka ogrodnika, Soho Square

Soho Square – plac znajdujący się w Londynie (Anglia), w dzielnicy Soho, z parkiem i ogrodem w jego centralnej części. Pierwotnie nosił nazwę "King Square" na cześć króla Karola II, którego pomnik stoi na placu. Na środku ogrodu stoi chatka ogrodnika, wykonana z muru pruskiego. Latem odbywają się tu darmowe koncerty na świeżym powietrzu.

## Historia
Historia Soho Square sięga lat 70. XVII wieku i w początkowych latach swojego istnienia było jednym z najmodniejszych miejsc w Londynie. Statua króla Karola II, umieszczona na środku placu, została wyrzeźbiona przez duńskiego rzeźbiarza Caiusa Gabriela Cibbera w 1681 roku. W 1875 roku pomnik został usunięty z placu, z uwagi na duże zniszczenia i trudności z odczytaniem znajdujących się na nim napisów. Przez kolejne lata przechowywał ją angielski artysta Frederick Goodall, umieszczoną na wysepce jeziora, znajdującego się za jego domem Grim's Dyke, na północno-zachodnim krańcu Londynu. Kolejnym nabywcą domu był angielski dramaturg W.S. Gilbert, który w 1890 zakupił posiadłość wraz ze stojącą na wyspie statuą króla. Po śmierci Gilberta w 1911 roku, Lady Gilbert zarządziła, iż statua ma zostać przywrócona. Tak się stało w 1938 roku.

## Znani rezydenci
- Sir Cloudesley Shovell – admirał floty Królewskiej Marynarki Wojennej
- Mary Seacole – opiekunka chorych i rannych żołnierzy
- Joseph Banks – botanik, naturalista, prezydent Royal Society
- Ricardo Wall – irlandzki dyplomata, żołnierz
- Teresa Cornelys – śpiewaczka operowa
- Samuel Johnson – pisarz
- Oliver Goldsmith – lekarz, pisarz

## Obecnie
Obecnie na Soho Square znajdują się siedziby organizacji medialnych takich jak: British Board of Film Classification, 20th Century Fox, Deluxe Entertainment Services Group Inc., MPL Communications (należące do Paula McCartneya), Tiger Aspect Productions, Wasserman Media Group i See Tickets. Znajduje się tam również katolicki kościół parafialny św. Patryka, którego rozbudowane katakumby rozprzestrzeniają się pod całym Soho Square jak i poza nim.
Najbliższą stacją metra jest Tottenham Court Road.